# Santa Croce Camerina
Santa Croce Camerina este o comună din provincia Ragusa, Sicilia din sudul Italiei. În 2011 avea o populație de 9.488 de locuitori.

## Demografie
Santa Croce Camerina - evoluția demografică

|  | Graficele sunt indisponibile din cauza unor probleme tehnice. Mai multe informații se găsesc la Phabricator și la wiki-ul MediaWiki. |

Date: Recensăminte sau birourile de statistică - grafică realizată de Wikipedia